# Młynarze (gemeente)
De gemeente Młynarze is een landgemeente in het Poolse woiwodschap Mazovië, in powiat Makowski.
De zetel van de gemeente is in Młynarze.
Op 30 juni 2004 telde de gemeente 1770 inwoners.

## Oppervlakte gegevens
In 2002 bedroeg de totale oppervlakte van gemeente Młynarze 75,04 km², waarvan:
- agrarisch gebied: 64%
- bossen: 25%

De gemeente beslaat 7,05% van de totale oppervlakte van de powiat.

## Demografie
Stand op 30 juni 2004:
| Omschrijving                   | Totaal | Totaal | Vrouwen | Vrouwen | Mannen | Mannen |
| ------------------------------ | ------ | ------ | ------- | ------- | ------ | ------ |
| eenheid                        | aantal | %      | aantal  | %       | aantal | %      |
| inwoners                       | 1770   | 100    | 857     | 48,4    | 913    | 51,6   |
| bevolkingsdichtheid (inw./km²) | 23,6   | 23,6   | 11,4    | 11,4    | 12,2   | 12,2   |

In 2002 bedroeg het gemiddelde inkomen per inwoner 1675,59 zł.

## Administratieve plaatsen (sołectwo)
Długołęka Wielka, Długołęka-Koski, Głażewo-Cholewy, Głażewo-Święszki, Gierwaty, Kołaki, Młynarze, Modzele, Ochenki, Ogony, Rupin, Sadykierz, Strzemieczne-Oleksy, Sieluń, Załęże-Ponikiewka.

## Aangrenzende gemeenten
Czerwonka, Goworowo, Olszewo-Borki, Różan, Rzekuń, Sypniewo